# وليام بي ديفيدسون
وليام بي ديفيدسون (بالإنجليزية: William B. Davidson)‏ مواليد 16 يونيو 1888 في الولايات المتحدة - الوفاة 28 سبتمبر 1947 في سانتا مونيكا، هو ممثل أمريكي بدأ مسيرته الفنية سنة 1915. شارك في قرابة 318 فيلما. امتدت مسيرته الفنية لأكثر من 34 عاما.

## الأعمال
- الغرور
- تن بان ألي
- يانكي دودل داندي
- ابنة المزارع

## روابط خارجية
- وليام بي ديفيدسون على موقع IMDb (الإنجليزية)
- وليام بي ديفيدسون على موقع ألو سيني (الفرنسية)
- وليام بي ديفيدسون على موقع أول موفي (الإنجليزية)
- وليام بي ديفيدسون على موقع قاعدة بيانات الأفلام السويدية (السويدية)
- وليام بي ديفيدسون على موقع قاعدة بيانات الفيلم (الإنجليزية)
- وليام بي ديفيدسون على موقع كينوبويسك (الروسية)